# Red Star Evere

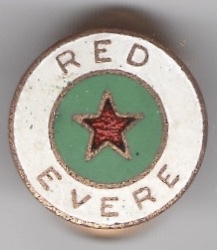

Red Star Evere was een Belgische voetbalclub uit Evere. Red Star werd in 1944 opgericht en sloot in 1946 aan bij de KBVB. In 1994 ging de club op in de fusieclub RFC Evere. 

## Geschiedenis
In juli 1946 sloot Red Star aan bij de KBVB. De originele wit-rode clubkleuren werden toen veranderd naar groen, wit en rood. De rode ster op het shirt bleef behouden.
Tot 1963 speelde de club in Derde Provinciale. Toen belandde men in Vierde Provinciale. 
In 1966 werd Red Star kampioen en mocht terug naar Derde Provinciale. Daar speelde men tot een nieuwe degradatie in 1970 in de onderste middenmoot.
In 1974 werd Red Star opnieuw kampioen en promoveerde naar Derde Provinciale. Ditmaal hield de club het tot 1981 vol. In 1979 was met een vierde plaats op het derde provinciale niveau een historisch hoogtepunt bereikt.
In 1985 mocht Red Star zijn derde kampioenstitel in Vierde Provinciale vieren en klom opnieuw naar Derde Provinciale. 
In 1989 moest men terug naar Vierde Provinciale waar nog twee seizoenen werden afgewerkt tot de opslorping door RFC Evere. Red Star was toen al drie jaar niet meer actief met zijn eerste elftal.

## Bekende oud-spelers
- Bertrand Crasson
- Nicolas Timmermans
- Francis Raes